# Nops nitidus
Espèce
Synonymes
- Nops nitida Simon, 1907

Nops nitidus est une espèce d'araignées aranéomorphes de la famille des Caponiidae.

## Distribution
Cette espèce est endémique d'Amazonas au Brésil,. Elle se rencontre vers Manaus

## Description
La femelle holotype mesure 5 mm.
La femelle décrite par Sánchez-Ruiz et Brescovit en 2018 mesure 6,8 mm.

## Publication originale
- Simon, 1907 : Étude sur les araignées de la sous-section des Haplogynes. Annales de la Société Entomologique de Belgique, vol. 51, p. 246-264 (texte intégral).